# Josep Bartolí i Guiu
Josep Bartolí i Guiu (Barcelona, 30 de juny de 1910 o 1911 — Nova York, 3 de desembre de 1995) fou un pintor, escenògraf i dibuixant català. Exiliat a conseqüència de la Guerra Civil espanyola, es consagrà com a dibuixant als Estats Units amb la revista Hollyday, feu d'escenògraf per pel·lícules de Hollywood i formà part del grup 10th Street, amb Willem de Kooning, Franz Kline, Jackson Pollock i Mark Rothko.
El 1973 rebé el premi Mark Rothko d'Arts Plàstiques. Il·lustrà diversos llibres, com Calibán (1971), The black man in America (1975) i Campos de concentración (Mèxic, 1943), el qual, amb textos de Narcís Molins i Fàbregas, recull la seva crua experiència un cop acabada la guerra civil.

## Biografia

### Un noi de carrer
Josep Bartolí fou fill del músic i professor de música  Salvador Bartolí i Soler i de la seva esposa, Ramona Guiu i Mas. Josep va quedar orfe de mare de molt jove. El seu pare tingué força dificultats econòmiques per a tirar endavant la família i encara més dificultats per posar ordre entre els seus fills. Especialment complicat li devia resultar amb el Joaquim i el Josep, que passaven la major part del dia i de la nit fora de casa. Josep Bartolí era, doncs, un noi de carrer, fet al carrer. Aquesta «vida de carrer» seguirà fins que s'incorpora amb 17 anys al servei militar al Castell de Montjuïc i que acaba després de l'Exposició Internacional de Barcelona.

### Anys de formació i aprenentatge
Als quinze o setze anys el seu pare el matriculà a la Llotja i també va anar d'oient a la Facultat de Cirurgia i Medicina per assistir a les classes d'anatomia, que ell anomenava científica i que era superior a l'anatomia elemental que impartien a la Llotja. D'aquest període n'ha quedat una col·lecció d'un centenar de dibuixos que conformen una Història del vestit que li serví per a l'accés a la Llotja i que, segons ell, li havia de donar glòria. De fet és una excel·lent col·lecció de vestits i personatges de diverses èpoques, la qual ha arribat fins als nostres dies per la curiosa cura de Bartolí de preservar en el temps els seus treballs.
L'Acadèmia Baixes va ser també un dels altres llocs on va assistir regularment durant algun temps. El cert és que combinava els estudis teòrics amb treballs més o menys relacionats amb el dibuix, els quals l'ajudaven a sobreviure. Generalment era en tallers vinculats amb el món del teatre com era el cas del taller d'en Pere Escanelles, o col·laborant amb el seu germà Joaquim esdevingut posteriorment escenògraf.

### Primeres col·laboracions en premsa
La Veu de Catalunya, Papitu, L'Esquella de la Torratxa i L'Opinió van ser alguns dels diaris en els quals va col·laborar assíduament durant el període 1933-1936.
El pare intentava encarrilar el seu fill dins un estil de vida en el qual l'estil i el treball fossin fites importants a assolir. Tasca no gens fàcil, ja que la seva feina de músic i la prematura mort de la mare feia que la relació familiar fos escassa, tenint en compte, a més, que Bartolí feia vida de saltataulells. Vivia en pensions que abandonava quan hi devia més del compte, dormia en els mateixos tallers on esporàdicament treballava i, quan no tenia altra solució, anava a casa de la seva germana Rosita.
Les col·laboracions als diaris eren d'un ritme semblant. Bé perquè no li publicaven els dibuixos que havia entregat, bé perquè no li pagaven el que ell creia que li corresponia, al final acabava abandonant la redacció, moltes vegades de mala manera.

### Experiències de la vida barcelonina
En acabar el servei militar, Bartolí, independitzat de la família, viu intensament la vida barcelonina. Portava una vida bohèmia i àcrata. Treballà fort, sense prejudicis, en el que podia aconseguir. El seu ímpetu i la seva ingenuïtat donaven una pàtina de joc a tota la seva experiència. A poc a poc, però, es despertà dins d'aquella Barcelona de vida fàcil i irresponsable, de barris bohemis, tavernes i cabarets, i va descobrint-hi amb nous ulls la misèria i la injustícia. No va ser fins a la Guerra Civil que va prendre consciència de les contradiccions socials que viu el país. El compromís fou ferm, prengué el partit pels desvalguts i començà un camí de lluita amb cos i ànima que no abandonarà mai.

### Inici de la Guerra Civil
El 17 de juliol de 1936, capitanejat pel general Franco, s'inicià al Marroc el que havia de ser un clàssic pronunciamiento militar al qual es van sumant la resta de capitanies de la península. En fracassar, es convertirà en una guerra civil de funest record en què uns i altres prescindiren de l'ordre establert, es produí el caos, l'anarquia i la tirania amb tots els seus efectes. La sort de Barcelona es decidí entre els dies 18 i 20, en els quals una força heterogènia que anava des de la Guàrdia Civil fins als anarquistes reduí els militars sublevats. El 21 de juliol es constituí el Comitè de Milícies Antifeixistes de Catalunya, òrgan de poder paral·lel a la Generalitat, exponent clar del desconcert que la nova situació havia provocat.
Bartolí s'assabentà dels fets del Marroc, que valorà com una infantil atzagaiada militar i se n'anà a dormir tranquil·lament a casa de la seva germana Rosita. Al matí, però, el vingué a buscar el seu amic Farinyes qui li explicà als últims esdeveniments i la conveniència ineludible de participar activament en la revolució proletària que s'ensenyorí al carrer. La primera mesura que prengueren és que ells dos, junt amb Alloza, s'allistaran a una columna que està organitzant Caritat Mercader per sortir ràpidament a alliberar Saragossa. Tot i així, el grup de pintors que constitueixen el Sindicat de Dibuixants Professionals de Catalunya, decidiren constituir-se en el Comitè Revolucionari d'aquest sindicat per a «treballar per la guerra».
Encarreguen a Bartolí que vagi a la Generalitat a veure Ventura Gassol i exigir-li el paper timbrat que era necessari per poder procedir a l'ocupació del palau d'un aristòcrata que consideressin adient per dur a terme les seves activitats revolucionàries. Gassol, en veure'l amb un braçalet roig al braç i una pistola a la cintura, no hi posa cap obstacle. Un cop l'han obtingut, es dirigeixen al Palau Güell del carrer Nou de la Rambla, però ja el troben ocupat pel sindicat dels ferroviaris de la Federació Anarquista Ibèrica. Tot seguit es dirigeixen, amb més sort, al Palau Solterra-Barberà on encara es troben els fills i el servei domèstic, que són desallotjats sense cap problema. Aquesta fou, doncs, la seu del Sindicat de Dibuixants Professionals, des d'on es dissenyaren la major part dels cartells de propaganda durant la Guerra Civil.

### Incorporació al front
Amb tot, Bartolí, Alloza i Farinyes continuen amb la idea de marxar cap al front, cosa que fan tot seguit. Bartolí i els seus companys formaven part de la improvisada columna de Caritat Mercader, que havia sortit de Barcelona els primers dies de la revolta per alliberar Saragossa, fou fortament castigada i els seus components van fugir en desbandada. Bartolí i els seus companys són detinguts com a desertors i corren perill de ser executats. La intervenció d'un lloctinent de Buenaventura Durruti que coneixia Bartolí els salvà i, posteriorment, un altre amic, Puértolas, els portà a Barcelona on es tornaren a incorporar al Sindicat de Dibuixants Professionals.
Aquest sindicat, dependent de la Unió General de Treballadors, era d'una variada composició d'elements, tendències i interessos. Es feien cartells per a qui els demanava, uns creien que s'havien de cobrar, altres no. Els membres del Partit Socialista Unificat de Catalunya (PSUC) volien manar, altres que no ho eren, també. Dins d'aquest garbell de lluites i contradiccions, Bartolí decidí tornar al front.
Surt al front amb el Batalló Thälmann, compost per internacionals que havien vingut a Barcelona per a celebrar l'Olimpíada Popular com a resposta als Jocs Olímpics d'Estiu de 1936 que s'havien de celebrar a Berlín. Per tant, era la primera Brigada Internacional, la majoria eren alemanys i també italians, sota les ordres de Hans Beimler, conegut militant del Partit Comunista d'Alemanya.
És pràcticament impossible fer un seguiment mínimament plausible de les anades i vingudes de Bartolí durant els tres anys que durà la Guerra Civil i, menys encara, treure conclusions del perquè de la seva actitud personal: antimilitarista i anarquista de pensaments i de fets, s'allistà voluntari a la Columna Carles Marx del PSUC. Durant els Fets de maig del 1937 es trobà a Barcelona defensant La Pedrera.
El seu esperit llibertari i inquiet el feu anar d'una banda a l'altra. Canvia de brigades i divisions, les quals també varien la seva composició segons els atacs i fronts que han de cobrir. Tot i ser uns moments tràgics, continua pesant en ell l'esperit aventurer, l'afany de viure i conèixer profundament la condició humana que en una guerra es posa en evidència: ambicions, egoismes, pors o bé sacrificis, generositats i solidaritats.

### Exili a França (1939-1942)
L'Exèrcit de la República, derrotat i famolenc, travessà el Pirineu i entra a França, on fou rebut amb por, recel i odi. Les vexacions i les humiliacions foren constants. La gendarmeria els agrupà en camps de concentració improvisats a l'espera d'un futur incert i dolorós que, en aquells moments, no es poden ni imaginar. És l'inici d'un exili, per a molts, sense retorn. Bartolí és un de tants. Travessà la frontera per la Menera i va passar per un seguit de camps. Entra, surt, s'escapa, torna a entrar. Argelers, Sant Cebrià, després Perpinyà, Bordeus i París, que haurà d'abandonar en direcció a Marsella en el moment de l'ocupació pels nazis.
Novament detingut, és internat al camp de refugiats de Bram. Un amic del consolat de Colòmbia l'ajudà a sortir i s'instal·là al poblet de Valrans on passà quasi tres anys fent les feines més inversemblants. Posteriorment, Bartolí, junt amb Farinyes, Costa i Quiles és traslladat al Camp del Barcarès. Les condicions eren infrahumanes. Bartolí caigué malalt i, després de passar uns dies a la infermeria del campa, se'l traslladà a l'antic hospital militar de Perpinyà, on les condicions sanitàries no eren pas millors que les del camp.
Ja més refet, amb els diners que li havia enviat des de París el seu germà Joaquim, i amb l'ajut d'un amic comú a Perpinyà que fa d'intermediari, René Sidrove, s'escapà de l'hospital. Junt amb Farinyes fugen en tren cap a París, on els espera Joaquim a l'estació de Quai d'Orsay. També allà han de burlar i trampejar la gendarmeria fins a poder agafar un taxi i endinsar-se dins la ciutat. No tenien diners i viure a París era difícil. Amb el seu germà Joaquim feien dibuixos i figurins que la dona de Joaquim intentava vendre. Amb motiu d'això van conèixer Max Weldi, qui els encarregà els decorats per a un espectacle del circ estatunidenc Ringling Brothers and Barnum & Bailey Circus, sobre l'arribada de Marco Polo a Venècia. La situació es feia insostenible, i més encara quan per la ràdio van donar la notícia de la invasió de Polònia per les forces del Tercer Reich. No es podia fer un pas sense que els demanessin la documentació.
Cercaren la manera d'abandonar França: primer a Chartres, a casa de Shum, Orleans, Le Ferté i finalment Bordeus, on amb documentació falsa que els havia facilitat el vicecònsol de Colòmbia, González Salgar, pretenien embarcar. Els van retornar al Camp de Bram i Valrans, on el seu germà Salvador feia de forner. Després, Lió i Marsella.
Finalment, amb l'ajut de Josep Tarradellas, que tenia connexions amb la Junta d'Auxili als Republicans Espanyols i amb el Servei d'Evacuació de Refugiats Espanyols, i a qui havia escrit demanant ajut, va sortir amb un vaixell des de Marsella cap a Tunis. El mateix Tarradellas el va acompanyar al moll per a poder evitar la policia del port. La seva ajuda va ser decisiva. Per fi podia abandonar França tot i que sense cap destí clar. De Marsella sortí cap a l'Àfrica del Nord i Casablanca, d'on podrà embarcar-se amb el vaixell Nyassa, on també hi havia Narcís Molins i Fàbregas i amb qui més tard publicaria un llibre, rumb a Mèxic. Acaba doncs un període intens i turbulent, però transitori i provisional, per iniciar el camí cap al que seria el seu exili definitiu.

### Segon camí de l'exili: Casablanca i Mèxic
Arribà a Veracruz i, seguidament, es traslladà a Ciutat de Mèxic juntament amb Narcís Molins i Fàbregas i Bosch. Els records, les vivències personals anteriors i actuals, polítiques, econòmiques i especialment socials, influiran en el seu comportament i, a la vegada, en la seva obra creativa.
Feu nous amics, consolidà velles amistats i es mogué en diversos àmbits, tant artístics com polítics, socials i comercials. La xarxa de suport que compongué el nombrós grup d'exiliats artistes, intel·lectuals i polítics catalans a Mèxic s'anà consolidant i s'anà integrant també a l'escena artística mexicana. Molins i Fàbrega, que ja tenia relació amb Frida Kahlo l'any 1939, li havia escrit des de París demanant que acollís Bartolí. Els vincles artístics i d'amistat amb aquest cercle perviuran ja per sempre: Anna Murià, Agustí Bartra, Enric Adroher i Pascual «Gironella», Vladímir Kibálchich Rusakov «Vlady», Diego Rivera i Frida Kahlo.
L'activitat fou frenètica, les propostes de treballs conjunts se succeïren al mateix temps que s'anaren definint les línies individuals de cadascú, i començà a treballar, junt amb Molins i Fàbrega, en el llibre Campos de Concentración. Els seus dibuixos foren exposats al Palau de Belles Arts. Calibán, amb dibuixos i textos seus, no trobà editor ni a Mèxic ni a Nova York a causa del seu contingut, per la qual cosa no va ser editat fins a l'any 1972 a París per Ruedo Ibérico.
Treballà en diversos projectes cinematogràfics fent els figurins, el disseny de vestuari o les escenografies, així com dibuixant portades per les revistes Mundo d'Enric Adroher o La Capital. Així mateix, junt amb Vlady, Hector Felgueres i Enric Adroher participà d'un ampli moviment artístic conegut com la Ruptura que mantingué una actitud independent i s'enfrontà a la pintura oficialista mexicana.
Ciutat de Mèxic va ser al principi del seu exili una de les seves residències habituals, la qual va alternar molt aviat amb Nova York. Totes dues serien les plataformes dels seus nombrosos viatges per Europa i Amèrica Llatina. Finalment, va fixar la seva residència a Nova York, tot i que va mantenir el contacte amb Mèxic amb viatges i estades periòdiques. Oficialment va obtenir la nacionalitat mexicana el 9 de desembre de 1948, i l'estatunidenca el 30 de juliol de 1962.

### Nova York i l'arrelament professional
La primera vegada que Bartolí va anar a Nova York és de pas cap a Europa i ho fa acompanyant Enric Adroher. Mentre Adroher es movia en un grup afí al moviment socialista, Bartolí dibuixava amb la il·lusió de poder fer alguna exposició i algun diner. L'ocasió es presentà al cap de pocs mesos d'estar a Nova York: el 27 de juny de 1946 inaugurà una exposició de dibuixos a l'American British Art Center amb força èxit de vendes.
Fruit d'aquesta exposició i gràcies a les gestions i bones maneres d'Escuder, va arribar l'encàrrec de l'Editorial Curtis de Filadèlfia que publicava la revista Holiday perquè els fes 10 o 12 dibuixos que li van pagar molt bé. Tot seguit li van oferir signar un contracte per treballar regularment per a aquesta editorial. Aquest encàrrec li va permetre, més endavant, viatjar constantment no sols per Amèrica, sinó també per Europa.
Viatjà a Le Havre a primers de gener del 1947. A París contactà amb els vells amics que encara hi residien: Josep Rovira, Josep Pallac, Joan Baptista Bellsolell i Vilella, Carles Fontserè, veié els seus germans Joaquim i Salvador i dibuixà al carrer. L'agost de 1947 sortí del port de Le Havre novament cap a Nova York on ja residirà habitualment.
Després d'haver fet un viatge a Panamà i a les Illes Galápagos, l'editorial Curtis li encarregà de fer un reportatge sobre els estudis de la Metro-Goldwyn-Mayer a Culver City. Hi residí un parell de mesos i feu amistats durant els àpats amb artistes com Clark Gable, Lana Turner i Robert Taylor. També conegué Fred Quimby, director dels films de Tom i Jerry.
A Nova York, i després d'haver passat poc més de dos anys a París amb Michelle Stuart, amb qui es casà a Mèxic el 1953, s'instal·laren al número 224 de West 11th Street, on residiren entre 1957 i 1958. En aquesta època sovintejà els cercles dels expressionistes abstractes i seguí de prop el moviment de l'abstracció que s'esdevingué entorn de la 10th Street. Va establir amistat amb alguns representants de l'anomenada Escola de Nova York, especialment amb Franz Kline i Jackson Pollock. En diverses ocasions manifestà la seva admiració per aquests pintors i també per Mark Rothko. El 1973 se li atorgà el premi de la Fundació Mark Rothko.
Més endavant, disposà d'un ampli estudi a Bond Street, en un edifici que avui ja no existeix però del qual queden bons testimonis fotogràfics, fins a ocupar a partir dels anys 1960 un apartament al número 51 de Bank Street, al Greenwich Village.
Al llarg de la seva trajectòria, entre individuals i col·lectives, va fer prop d'un centenar d'exposicions, especialment a Mèxic i Nova York, però també a São Paulo, Caracas, París, Zagreb, Jerusalem, Nova Jersey, Madrid i Barcelona.
La seva activitat artística també es desenvolupà en el camp editorial i de la publicitat. Trobem llibres i revistes amb il·lustracions seves: Calibán (1972), Las aventuras sorprendentes de Robinson Crusoe (1956) o, Marquès de Sade, la filosofia en el “boudoir (1975) en són alguns exemples, així com nombrosos diaris i revistes.

### Maria, Michelle, Frida i Bernice
Si bé és cert que les seves relacions amb les dones, com en tots els altres aspectes de la seva vida, van ser molt apassionades i a vegades tumultuoses, és tot al contrari quan es tracta d'aquelles amb qui va tenir una relació seriosa i permanent. Amb elles, el seu comportament va ser extremament respectuós i discret, i va respondre a una actitud totalment reservada que difícilment exterioritzava i compartia amb els altres. Tant els seus familiars més propers com els amics, difícilment teníem accés a aquest món tan íntim, igual com ho era quan es referia a la seva situació econòmica. Les úniques referències a aquests dos temes es troben a la correspondència que mantenia amb Enric Adroher, i a alguna nota en els seus escrits, relatius als seus viatges i estades a París o Mèxic.
Excepcions puntuals són el cas de Maria Valdés, on explicita clarament els sentiments envers ella, possiblement per la nostàlgia que l'acompanyà al llarg de la seva vida i que es mantenia viva pensant que possiblement tenia un fill. Bartolí comentava que quan veia un jove ros que per l'edat podia ser el seu fill, sempre pensava en aquesta possibilitat. Maria Valdés va ser el seu primer amor, el que el va marcar per la resta de la seva vida. La va conèixer just abans de la retirada a França, quan encara era a Barcelona, l'any 1939. Durant la Guerra Civil, en una de les seves escapades a Barcelona, a través d'una amiga, va conèixer Maria Valdés al cafè del Liceu. Era una refugiada madrilenya que vivia a la plaça d'Espanya.
Cap als últims dies de gener, les tropes franquistes són a les portes de Barcelona. Bartolí acompanyà Maria a l'estació de França. Duia una petita maleta i esperava un fil. No volia marxar i s'abraçà plorant a Bartolí, que d'una revolada la posa damunt d'una plataforma on dues dones, veient el seu estat, li feren lloc. Mai més no en sabé res, tot i els esforços que faria per trobar-la: Creu Roja, consolat, amics, camps d'internament, hospitals, res. «Sóc pare? Tinc un fill? Maria Valdés és viva?», aquestes preguntes foren un interrogant sense resoldre al llarg de la seva vida.
Amb Frida Kalho, Bartolí va mantenir una relació entre 1946 i 1952, tot i que ja es coneixen des de l'arribada a Mèxic. De la seva relació amorosa amb Frida en resta una breu correspondència i un aixovar d'artista dels objectes que s'enviaren com a regal.
Quant a Michelle Stuart, la relació va ser la d'una parella que va compartir uns anys de la seva vida i que va acabar de comú acord «per poder volar i deixar volar».
Precisament en una festa a casa d'uns amics, on havia anat amb Michelle, Bartolí va conèixer Bernice Bromberg. No va ser fins passat un temps que, per casualitat, es van trobar pels carrers de Nova York. Amb Bernice establí una relació que li permeté estabilitzar la seva vida i que durarà fins a la seva mort, o sia, prop de quaranta anys. Tot i que Bartolí continuà essent el mateix, viurà ja dins d'un context més ordenat que Bernice, respectant el tarannà del seu company, li sabrà proporcionar.

### Retrobament amb Catalunya
A finals de l'any 1976, Bartolí ja es trobava a Perpinyà, a casa del seu germà Salvador. Juntament amb Agustí Bartra i Anna Murià, que ja havien retornat de Mèxic l'any 1970 i que des de 1971 residien a Terrassa, van decidir anar-lo a veure. Anna Murià va fer una entrevista d'aquesta trobada a Perpinyà que es publicà a la revista Oriflama l'octubre de 1976 i a la revista Arreu el desembre del mateix any.
Tot i la insistència d'aquest grup d'amics i d'altres artistes propers, Bartolí es resistí a vincular-se artísticament a Catalunya. No volia saber res d'exposicions ni de donar-se a conèixer. Finalment, però, aquest grup aconseguí el compromís mutu de fer una exposició a Catalunya que finalment es dugué a terme el febrer de 1984.
No va ser fins a finals de l'any 1977 que va venir per primera vegada a Catalunya. En aquella ocasió es va hostatjar a casa dels seus amics Enric Adroher i Flora Isgleas, a Barcelona. Aquesta família li donà suport en tots els aspectes, i l'animaren que Catalunya fos, a partir d'aquell moment, una referència i una escala obligada dins de les seves constants anades i vingudes pel món. Estava condemnat a ser el que, amb tant encert, en digué Anna Murià: «un home dispers en el món», no pas en el sentit pejoratiu, ni com una condemna, sinó essent i exercint d'home lliure. No tornà a Catalunya fins al 20 de novembre de 1983 per tal de preparar l'exposició que es faria a Terrassa el febrer de 1984. Més endavant torna a venir per una exposició a Barcelona, el 1987.
Fins a la seva mort a Nova York el 1995, feu constants viatges i llargues estades que repartí essencialment entre Barcelona, Palafrugell i Terrassa, on, amb aquest desig de restar a Catalunya, s'empadronaria el juny de 1989.
Bartolí patia de glaucoma, i en els seus últims anys se li havia anat agreujant, la qual cosa limitava molt les seves activitats, i evidentment, també afectava la seva producció artística, fins a l'extrem que per poder pintar havia de fer-ho ajudat amb una gran lupa. La seva salut s'anà fent precària. El novembre de 1995, per prescripció mèdica, va anul·lar un viatge que tenia programat a Catalunya.
El 3 de desembre moria a casa, acompanyat de la seva esposa Bernice. El 5 d'abril del 1996, a Premià de Mar, complint la voluntat de Bartolí, les seves cendres trobaren repòs a la mar Mediterrània.

### El Fons Bartolí de l'Arxiu Històric de la Ciutat de Barcelona
L'Ajuntament de Barcelona i Josep Bartolí van signar el 14 de setembre de 1989 un conveni pel qual l'artista feia donació a la ciutat de la propietat de 116 dibuixos, a canvi d'un vitalici. D'aquest fons, només 26 dibuixos van ser produïts per a publicacions periòdiques. La resta corresponen a les sèries Guerra, 39 dibuixos, i Campos de concentración, 51 dibuixos. El conjunt va ingressar a l'Arxiu Històric de la Ciutat de Barcelona (ACBH) el 13 de novembre de 1989.
Dels 26 dibuixos citats, cal destacar-ne aquells on es reflecteix el trauma de la guerra, amb un caràcter dramàtic i grotesc, que Bartolí va dibuixar per al diari polític Mundo. Socialismo y Libertad, publicat a Ciutat de Mèxic per republicans espanyols refugiats, els anys 1943-1945.
El fons Bartolí de l'AHCB conserva també quatre retrats de ciutats, dibuixos realitzats per a la revista Holiday, editada a Filadèlfia entre els anys 1946-1970. La col·laboració en publicacions periòdiques de Bartolí es clou amb dos dibuixos al·lusius a textos amb motivacions polítiques, publicats a Gauche Européenne, revista mensual editada a París, entre els anys 1953-1958, pel Moviment Socialista per als Estats Units d'Europa.
El Centre de Documentació i Museu de les Arts Escèniques conserven part del seu llegat. S'hi poden trobar moltes de les seves pintures originals.

## Pel·lícula biogràfica
El 29 de febrer de 2020 es va presentar a l'Animac de Lleida el biopic Josep, una coproducció francesa i catalana d'animació que recupera l'excepcional testimoni del dibuixant català Josep Bartolí als camps de concentració francesos el 1939. Es obra del realitzador francès Aurel, i compta amb les veus de Sergi López, Sílvia Pérez Cruz, que també hi posa la música, Gérard Hernandez i François Morel. El film va ser un dels 56 títols de la selecció oficial del 73è Festival Internacional de Cinema de Canes.